# Jason Chan
Jason Keng-Kwin Chan (Malásia, 1 de dezembro de 1971) é o ator e diretor malaio-australiano conhecido por interpretar Cam, o Ranger Samurai Verde de Power Rangers: Tempestade Ninja. 

## Biografia
Ele nasceu na Malásia e mudou-se para Perth com sua família quando ele tinha apenas 5 anos. Ele entrou na escola de medicina da Universidade da Austrália Ocidental, mas continuou dedicando as artes criativas, estudos, balé, dança contemporânea e dança de jazz na Academia Ocidental de Artes Cênicas na Austrália. Depois de se formar, obteve seu companheirismo em uma clínica geral e trabalhou como médico de clínica geral por alguns anos antes de ganhar um lugar no famoso Instituto Nacional de Arte Dramática em Sydney, onde obteve o Bacharelado de Artes Dramáticas na atuação.
Logo depois de se formar na escola de teatro, ele apareceu como um anfitrião em Playhouse Disney no canal Disney Channel que foi ao ar em toda a Austrália e Ásia. Ele, então, ganhou um papel como o Cameron Wattanabe, o Ranger Samurai de Power Rangers Tempestade Ninja. Em Singapura, ele apareceu muitas vezes em MediaCorp Channel 5 e Art Central produções incluindo: "My Sassy Neighbour" (ou "Meu vizinho Sassy") onde ele interpreta o personagem Sr. Watanabe (que é coincidentemente o sobrenome do personagem que interpretou em Power Rangers: Tempestade Ninja), "Six Weeks" (ou "Seis Semanas"), "Parental Guidance" (ou "Orientação dos Pais"), 9 Lives (ou "9 Vidas"), Mental, The Secret Lives of Sorry Stars (ou "A Vida secreta de Sorry Stars") e o telefilme "House of Harmony" (ou "Casa de Harmonia").
Ele apareceu no filme Stealth: A Ameaça Invisível e recentemente concluiu um telefilme alemão chamado "Love in the Lion City".